# Giuseppe Orus
Giuseppe Orus (Parma, 26 febbraio 1751 – Padova, 27 settembre 1792) è stato un veterinario italiano.
A lui il Senato della Repubblica di Venezia affidò nel 1773 la creazione e la direzione della Scuola veterinaria (Collegio Zoojatrico), presso l'Università di Padova.
Primo professore di Medicina Veterinaria dell'Ateneo patavino, Orus ebbe responsabilità nell'organizzazione e nell'avvio della nuova istituzione, nell'istituzione di un Museo di Anatomia comparata, ed agì anche come Ispettore ufficiale di igiene e sanità animale, per la Repubblica di Venezia, recandosi nei luoghi sede di epizoozie.